# Sesga
Sesga és un llogaret del terme general de la vila d'Ademús en la comarca valenciana del Racó d'Ademús (País Valencià, Espanya).
Encara que el seu origen és molt anterior, Sesga comença a estar documentada en el segle xvi. A la fi d'aquesta centúria es va concloure la seva ermita de la Puríssima Concepció.
Sesga se situa en plena Sierra Tortajada, a 1180 msnm, i es tracta del llogaret ademusser més llunyà a la vila.
A més del seu interès patrimonial, cal destacar les belles panoràmiques que es gaudeixen del seu entorn, en el qual s'alternen els cultius de cereal i les forests poblades de diverses espècies arbòries -pins, sabines, etc- que es distribuïxen per la serra Tortajada.

## Església parroquial de la Puríssima Concepció
Acabada de construir en l'última dècada del segle xvi, la llavors ermita de la Immaculada solucionà els continus desplaçaments que els fidels de Sesga havien de realitzar fins a l'església de Sant Pere i Sant Pau d'Ademús per tal de complir les seves obligacions cristianes. Des de llavors, el rector de sant Pere va estar obligat a enviar un dels seus beneficiats a celebrar la missa dominical en el temple de Sesga. El ràpid creixement d'aquesta va fer convenient que ja en el segle xvii se li dotés d'un vicari propi que, amb el temps, esdevindria rector.
L'edifici és de planta rectangular, amb nau única, sense capelles laterals i un destacat presbiteri. La nau es distribuïx en dos trams, definits per un arc diafragmàtic apuntat, i la seva coberta és de fusta a dues aigües. El cor es troba als peus del temple, sobre la porta d'accés. Aquesta és avui de llinda, encara que en origen va consistir en un arc de mig punt. Sobre ella se situa la senzilla espadanya, de dues llums, molt similar a les construïdes en les esglésies de Cases Altes, Torrealta o en l'ermita de l'Horta d'Ademús.
L'actual presbiteri va ser afegit en el segle xviii. És de planta quadrada i supera en amplària i altura a la nau. Es cobreix amb una cúpula sobre petxines decorades amb pintures de rocalla pròpies del moment. La cúpula apareix també ornamentada amb diverses pintures que envolten una estrella central, símbol de María. Totes les escenes representades estan relacionades, en major o menor mesura, amb l'advocació del temple: l'Anunciació, la Inmaculada Concepción, l'Adoració dels Pastors i l'Adoració dels Mags. Formalment, tenen un caràcter extremadament popular.

## Arquitectura popular
Sesga compta amb un entramat urbà molt bé conservat a causa del seu recent despoblament i les seves cases constituïxen una bona mostra de les tècniques constructives tradicionals del Racó d'Ademús. A més, cal destacar el conjunt d'arquitectura relacionada amb l'aigua format per la font, abrevadero doble i safareig públic.
És també d'interès l'edifici municipal que alberga l'escola, el forn de pa comunal, la barberia i el calabós, tot i que fora d'ús en l'actualitat, però en un estat de conservació acceptable. L'escola conserva el mobiliari i material escolar dels anys cinquanta. Dit material està vinculat al Museu Escolar de la Xarxa de Museus de la Diputació de València. En la planta baixa es troba el forn comunal, utilitzat pels veïns ocasionalment.
En l'extrem Sud del llogaret es poden veure les restes de La Tejería, on s'elaboraven teules i maons per a la construcció.

## Premi Europeu de Patrimoni Cultural
Recentment l'equip de l'arquitecte Fernando *Vegas, de la Universitat Politècnica de València, va rebre un prestigiós premi pel seu treball en la recuperació de les tècniques tradicionals constructives en la restauració d'edificis, concretament per la seva labor en edificis del llogaret ademusser de Sesga. Es tracta del Primer Premi Europeu de Patrimoni Cultural Europa Nostra 2003 per "Projecte pilot per a la restauració de cases tradicionals en el Racó d'Ademús".